# アラン・フェドゥーシア

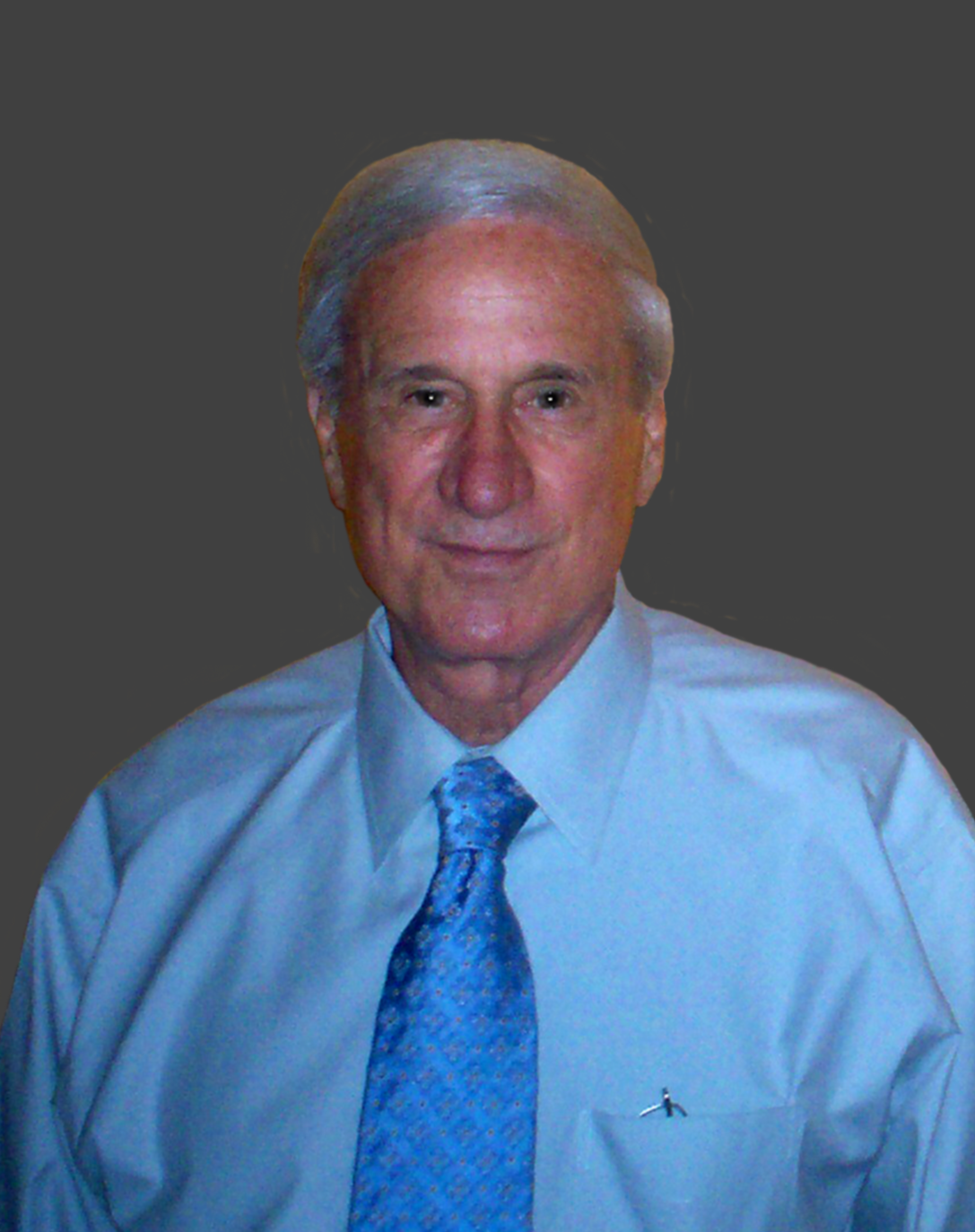
アラン・フェドゥーシア

アラン・フェドゥーシア（Alan Feduccia, 1943年4月25日 - ）は、化石鳥類学者。
鳥類の進化論としては、「恐竜（獣脚類）の羽毛恐竜の一部が進化したものである」とする説が現在主流となっている。フェドゥーシアはこの主流学説に反論する先鋒として有名である。フェドゥーシアによれば、ロンギスクアマが鳥類の先祖であるという。
鳥類が羽毛恐竜の子孫であるという説に、フェドゥーシアが反対する最大の根拠は、羽毛恐竜の化石がほぼすべて白亜紀のものであり、始祖鳥より古いものがほとんど無いことである。
| スタブアイコン | サブスタブ | この項目は、まだ閲覧者の調べものの参照としては役立たない、人物に関連した書きかけの項目です。この項目を加筆・訂正などしてくださる協力者を求めています（P:人物伝/PJ:人物伝）。 |